# Niccolò Manucci
Niccolò Manucci (Venècia, 19 d'abril de 1638 – Chennai, 1717) va ser un metge i viatger venecià que va visitar l'Índia i que participà a diversos esdeveniments de gran importància a aquell període. Ens ha deixat una descripció de l'imperi del Mogol a finals del segle xvii.

## Biografia
Niccolò Manucci va nàixer a Venècia el 1638, fill de Pasqualino Manucci i Rosa Bellini, i el primogènit dels cinc fills que va tenir el matrimoni. Quan encara no tenia catorze anys va ser enviat a Corfú, on vivia un oncle seu i després es va embarcar cap a Esmirna. Durant el viatge va conèixer Henry Bard, el vescomte de Bellomont i el va seguir. Així va travessar l'Anatòlia, la costa de la mar Càspia fins a Pèrsia. Es va aturar a Esfahan, capital de Pèrsia, fins a 1655. El gener de 1656, sempre al seguici de Lord Bellomont, arribà a Surat, port principal de l'Índia. Va ser en aquell moment que va començar el seu viatge per l'imperi del Gran Mogol.
Manucci i la companyia de Lord Bellomont van arribar a Agra, on els van rebre el governador i els anglesos del lloc. Després marxà cap a Delhi. Dissortadament, el 20 de juny de 1656, però abans que arribaren a la seua destinació va morir sobtadament Lord Bellomont. Sense el protector, Manucci va decidir llavors d'anar a parlar amb el príncep Dara Shikoh, primogènit del Mogol Shah Jahan. Aquest li va proposar d'integrar-se en el seu exèrcit i Manucci s'hi enllistà doncs com a artiller.
Cap a finals del 1656 va esclatar la guerra de successió a l'imperi entre els fills del Gran Mogol, Aurangzeb i Dara. El 29 de maig de 1658 l'exèrcit de Dara va ser desfet a la batalla de Samugarh i es va refugiar a Lahore. Va ser capturat i després condemnat a mort. Va rebutjar l'amnistia d'Aurangzeb a tots els europeus que formaren part de l'exèrcit vençut i va formar part del seguici de la caravana imperial cap al Caixmir.
La caravana es va aturar a Agra, i allí decideix amb altres europes marxar cap a Bengala. Arribat a Hughli va intercedir al governador per la construcció d'una església per als jesuïtes del lloco; impressionats per les seves capacitats diplomàtiques, els jesuïtes li oferiren l'encàrrec de portaveu davant el Mogol, i un matrimoni aventatjós.
Amb tot Manucci va rebutjar aquella oferta i va decidir recórrer les regions centrals de l'imperi. Havia decidit que finalment practicaria la medicina, ciència que de fet mai no havia abandonat.

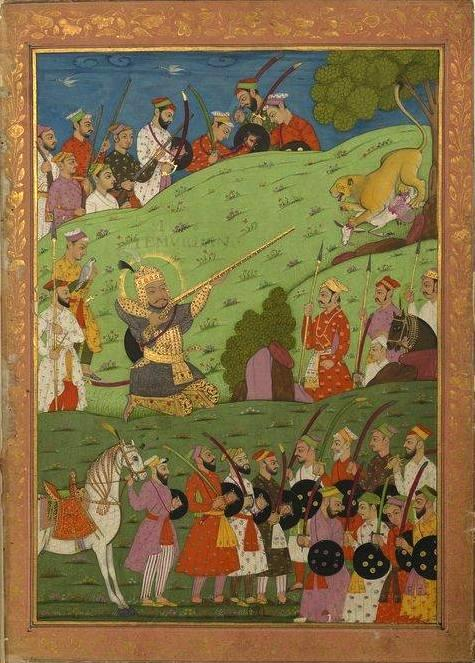
Una il·lustració de l'obra de Manucci

Sortint de Hughli, es va aturar a Patna, d'allí cap a Allahabad i finalment s'estableix a Agra. El 1663 realitza la seva primera operació quirúrgica, operant, amb l'ajuda d'un cirurgià neerlandès, al governador de la ciutat.
Mentrestant va esclatar una nova guerra: Awrangzeb projectava unificar tota l'Índia, però el seu pla va topar amb la resistència de Maratha Sivaji, cap de a facció hinduista. Manucci es va enrolar com a artiller a l'exèrcit imperial i aleshores demostrà els seus dots diplomàtics quan va convèncer els aliats de Sivaji a col·laborar amb l'emperador.
Després d'altres aventures, Manucci es va aturar a Delhi, on passà sota la protecció del jove fill de Jai Singh, Kirat Singh. A la seva mort es va traslladar a Lahore, on es dedica a exercir de metge. Va fer una petita fortuna i es dedicà al comerç, però es va arruïnar. Caigué malalt i sense diners hagué de tornar a la cort del Mogol.
El 1667 es retrobava una altra volta a Delhi, amb l'encàrrec de curar una de les esposes del príncep Shah 'Alam, el segon fill d'Alamgir. Aviat fou nomenat nomenat metge de la cort.
La vida al seguici del príncep l'afebleix molt i el 1683 marxa a Surat. Allí aprofita un pas per l'enclavament portuguès de Goa, oferit de l'amic François Martin, delegat de la Companyia Anglesa de les Índies Orientals. Goa era amenaçada per l'exèrcit de Sambhaji, fill de Sivaji: un cop més Manucci donarà prova de les seves habilitats diplomàtiques, se les arregla per salvar Goa i el 29 de gener de 1684 rep l'orde de Sant Jaume.
Manucci va decidir aleshores de no tornar mai més a Europa. El 1686 es va casar amb Helizabet Hartley. Es dedica a la medicina i a l'escriptura de les seues memòries, els llibres de la Storia do Mogor, El 1706, arran de la mort de la seua dona es va traslladar a Pondichéry, a la costa oriental del Deccan. Va morir el 1717 a Monte Grande, vora de l'actual Chennai.

## Obres online
- https://archive.org/stream/pepysofmongulind00manurich/pepysofmongulind00manurich_djvu.txt
- Manucci, Niccolao; tr. from French by François Catrou. History of the Mogul dynasty in India, 1399 - 1657.  London : J.M. Richardson, 1826.
- Manucci, Niccolao; tr. by William Irvine. Storia do Mogor; or, Mogul India 1653-1708, Vol. 1.  London, J. Murray, 1907.
- Manucci, Niccolao; tr. by William Irvine. Storia do Mogor; or, Mogul India 1603-1708, Vol. 2.  London, J. Murray, 1907.
- Manucci, Niccolao; tr. by William Irvine. Storia do Mogor; or, Mogul India 1653-1708, Vol. 3.  London, J. Murray, 1907.
- Manucci, Niccolao; tr. by William Irvine. Storia do Mogor; or, Mogul India 1653-1708, Vol. 4.